# Rito domenicano

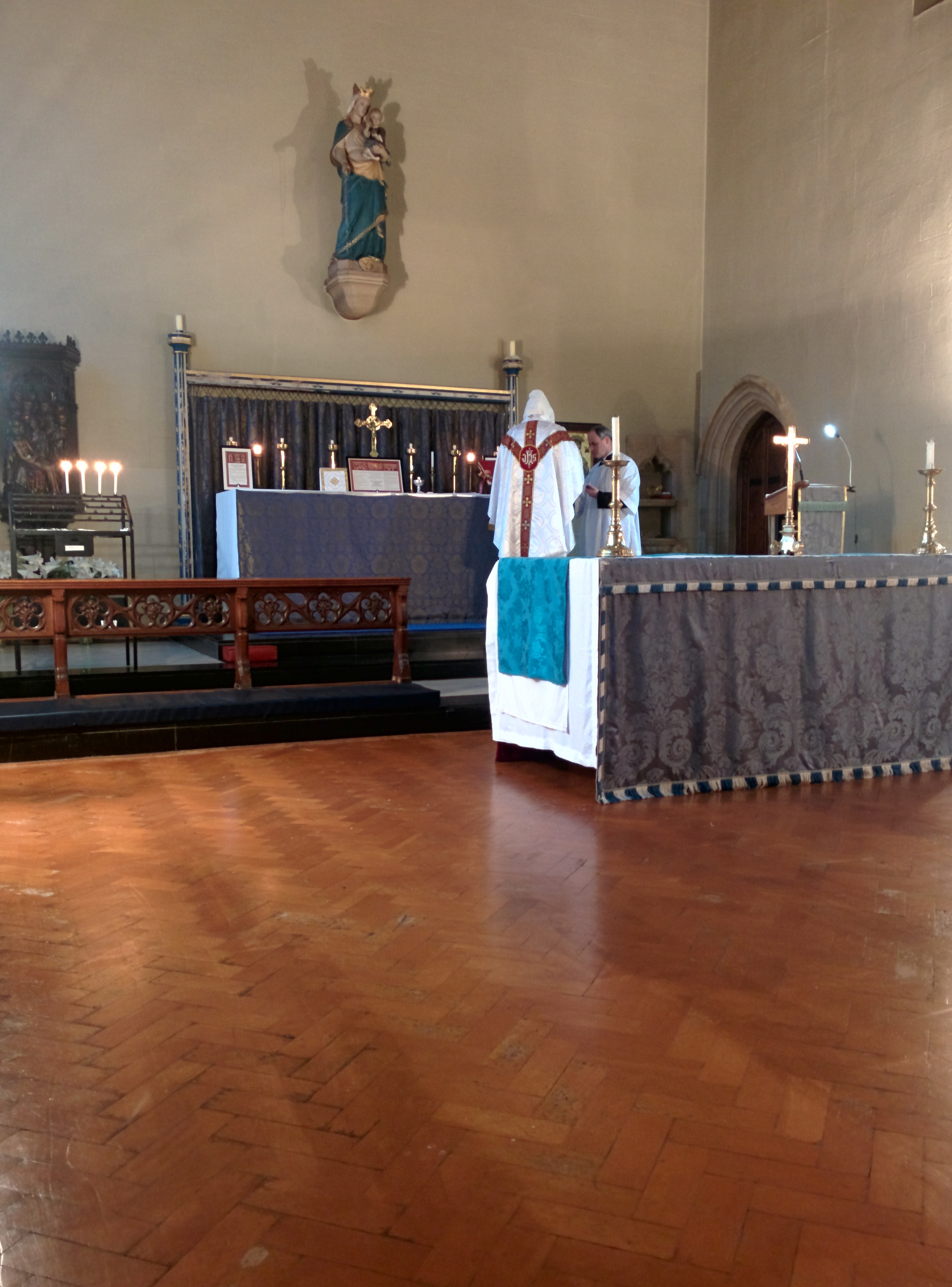
Parte iniziale di una messa bassa di rito domenicano

Il rito domenicano è un modo di celebrare la Messa e i sacramenti nell'Ordine dei Predicatori. Fu composto nel XIII secolo ad opera delle tradizioni di diverse regioni europee (Roma, diocesi italiane, Parigi, Inghilterra, soprattutto Sarum, ecc.). Dopo essere stato abbandonato a favore del rito romano come riveduto nel 1970 dall'ordine dei predicatori, è stato preservato dalla Fraternità San Vincenzo Ferrer.

## Storia
A differenza degli ordini monastici, i cui monaci fanno voto di stabilità, i frati predicatori sono religiosi itineranti, spesso in movimento. Alla morte del fondatore san Domenico di Guzman nel 1221, l'ordine si diffuse in tutto il mondo latino. Ogni comunità domenicana rispettava quindi gli usi e i costumi liturgici della diocesi di residenza. Lo status di itineranti quindi metteva rapidamente a confronto i frati, che cambiavano di frequente il proprio luogo di assegnazione, con usanze locali di cui erano ignari. Il canto dell'ufficio comune divenne un’impresa ardua, fatto particolarmente evidente nelle comunità di studio che riunivano fratelli provenienti da province geograficamente molto lontane, così come nei capitoli generali.
Nel 1228 Giordano di Sassonia impose le prime regole unificanti, disponendo che la liturgia fosse celebrata secondo i riti del luogo del capitolo, e dettando alcune rubriche specifiche dell'ordine. Nel 1244 il capitolo di Bologna chiese l'istituzione di un rito unificato.
Quest'opera sarebbe durata dodici anni e, nel 1256, il capitolo di Parigi diretto da Umberto di Romans convalidò, dopo numerose correzioni, l’opera di quattro frati traduttori provenienti da altrettante regioni ecclesiastiche, i quali avevano redatto l’Ufficio, il Messale, il Graduale e l'Antifonario.
Nel 1267 papa Clemente IV pubblicò una bolla in cui salutava l'opera compiuta, riconoscendo il rito domenicano come cattolico e vietandone la modifica senza il consenso papale.
Diverse diocesi e ordini religiosi avrebbero poi adottato le norme liturgiche domenicane, come ad esempio l'Ordine Teutonico o la corte d'Inghilterra (durante il regno di Edoardo III).
Le revisioni dei capitoli di Salamanca nel 1551, Roma nel 1777 e Gand nel 1871 non intaccarono la coerenza intrinseca del rito. Nel 1570, conclusosi il Concilio di Trento, san Pio V promulgò la bolla Quo Primum con la quale impose il Messale Romano a tutta la Chiesa latina, contemplando un’eccezione specifica a favore delle liturgie che esistevano da più di duecento anni. La liturgia domenicana conservò quindi la propria fisionomia.
Nel 1970, al termine del Concilio Vaticano II, Paolo VI diede vita ad una grande riforma del Rito Romano a seguito della quale i domenicani abbandonarono il proprio rito e adottarono i libri romani. Nel 1979, la Fraternità San Vincenzo Ferrer, di ispirazione domenicana, adottò il rito domenicano tradizionale, e nel 1988 ne fu concesso l'uso per indulto. Allo stesso modo, la Fraternità San Domenico, emersa dal movimento di Lefebvre (che aveva rotto la comunione con Roma) iniziò a celebrare i sacramenti secondo questo rito.
Mentre i francescani decisero di adottare gli usi della curia per risolvere il problema dell'unità liturgica all'interno del proprio ordine, il gruppo di lavoro del capitolo domenicano li adottò solo in parte, integrandoli con elementi mutuati dai vari riti in uso tra i fratelli dell'ordine. Già nel 1277 papa Niccolò III aveva imposto alla Diocesi di Roma il messale ordinato dai francescani. Alcune antiche usanze romane sopravvissero solo nella liturgia domenicana.

## Caratteristiche
Le differenze tra la liturgia domenicana e la liturgia romana fissate da san Pio V sono molteplici: differenze relative al calendario o ad alcune forme di devozione (in particolare alla Beata Vergine o al Santissimo Sacramento). Le differenze più evidenti e visibili riguardano l'Ordinario della Messa. Come per i certosini, il celebrante e i suoi ministri salgono all'altare solo dopo che il coro ha ripetuto l'introito. Non si recita il salmo Iudica me, Deus, e l'altare non è incensato al momento del Kyrie. Dopoché il celebrante si è posto sul lato destro per recitare l'epistola, il graduale e l'Alleluia, il suddiacono gli presenta il calice per prepararlo. Poi si canta il Vangelo al cospetto della croce processionale per le doppie feste maggiori.
Un'altra particolarità, condivisa con l’ordine certosino e altri riti latini antichi, è l'offerta simultanea del pane e del vino La preghiera dell'offertorio, l'Orate fratres, l'Hæc sacrosancta commixtio e le preghiere di comunione sono specifiche del rito domenicano. Non esiste, invece, il Domine non sum dignus, la cui introduzione nella Messa romana è relativamente recente, né esiste la preghiera Domine Jesu Christe, qui dixisti. Il sacerdote si dà la comunione con la mano sinistra.